# Tapinopa disjugata
Tapinopa disjugata är en spindelart som beskrevs av Simon 1884. Tapinopa disjugata ingår i släktet Tapinopa och familjen täckvävarspindlar. Inga underarter finns listade i Catalogue of Life.